# Matthieu Bourgeois
Matthieu Bourgeois (1995) es un deportista francés que compite en duatlón. Ganó dos medallas en el Campeonato Mundial de Duatlón de Larga Distancia, bronce en 2021 y oro en 2022.

## Palmarés internacional
| Campeonato Mundial | Campeonato Mundial | Campeonato Mundial | Campeonato Mundial |
| Año                | Lugar              | Medalla            | Prueba             |
| ------------------ | ------------------ | ------------------ | ------------------ |
| 2021               | Zofingen (Suiza)   | Medalla de bronce  | Individual         |
| 2022               | Zofingen (Suiza)   | Medalla de oro     | Individual         |